# Lijst van voetbalinterlands Argentinië - Venezuela (vrouwen)
Deze lijst van voetbalinterlands is een overzicht van alle officiële voetbalinterlands tussen de nationale vrouwenteams van Argentinië en Venezuela. De landen hebben tot nu toe vijf keer tegen elkaar gespeeld. 

## Wedstrijden
| № | Plaats   | Datum         | Competitie        | Wedstrijd              | Uitslag            |
| - | -------- | ------------- | ----------------- | ---------------------- | ------------------ |
| 1 | Coquimbo | 13 april 2018 | Copa América 2018 | Argentinië − Venezuela | 2 − 0              |
| 2 | Lezama   | 8 april 2021  | Vriendschappelijk | Argentinië − Venezuela | 0 − 0              |
| 3 | Armenia  | 21 juli 2022  | Copa América 2022 | Venezuela − Argentinië | 0 − 1              |
| 4 | Córdoba  | 6 april 2023  | Vriendschappelijk | Argentinië − Venezuela | 1 − 1 (n.p. 6 - 7) |
| 5 | La Rioja | 9 april 2023  | Vriendschappelijk | Argentinië − Venezuela | 3 − 0              |

## Samenvatting
| Competitie        | Totaal gespeeld | Winst Argentinië | Gelijk | Winst Venezuela | Doelsaldo Argentinië – Venezuela |
| ----------------- | --------------- | ---------------- | ------ | --------------- | -------------------------------- |
| Copa América      | 2               | 2                | 0      | 0               | 3 − 0                            |
| Vriendschappelijk | 3               | 1                | 2      | 0               | 4 − 1                            |
| Totaal            | 5               | 3                | 2      | 0               | 7 − 1                            |